# Aberemoa
Aberemoa es un Género de plantas de la familia Annonaceae, orden Magnoliales, subclase Magnólidas, subdivisión Magnoliophytina, división Spermatophyta.
- Este género es un sinónimo de Guatteria Ruiz & Pav., y de Duguetia ().

- Datos: Q5655037